# Paratropeza brandti
Paratropeza brandti är en tvåvingeart som beskrevs av Paramonov 1964. Paratropeza brandti ingår i släktet Paratropeza och familjen parasitflugor. Inga underarter finns listade i Catalogue of Life.